# 線翎電鰻
線翎電鰻，為輻鰭魚綱電鰻目線翎電鰻科的一種，為熱帶淡水魚，卵生，分布於南美洲巴拉圭河及巴拉那河流域，體長可達50公分，棲息在沙底質溪流底中層水域，在觀賞魚中頗受歡迎。牠的身體上沒有鱗片，尾部有兩個白色的環狀條紋，鼻子上的白色斑紋有些會延續到尾部。因为沒有背鰭，線翎電鰻會藉著擺動身體下側的旗狀魚鰭移動，泳姿優美且獨特。
身體下側的裙帶狀魚鰭，则能够使牠自在的向前、向後及垂直移動。

## 棲息地
在熱帶氣候地區，水流速度快的沙質底床的溪流是線翎電鰻的棲息地。在雨水充沛的溼季，牠們會遷徙到被淹沒的森林中，因為那裡有大量黑暗且可供隱避的地方。
亞馬遜雨林中的一些部落相信，死去的人們的靈魂會寄宿在這些魚之中，因此稱牠們為黑色幽靈魚（black ghost knifefish）。這可以視為當地人的一則神話故事。

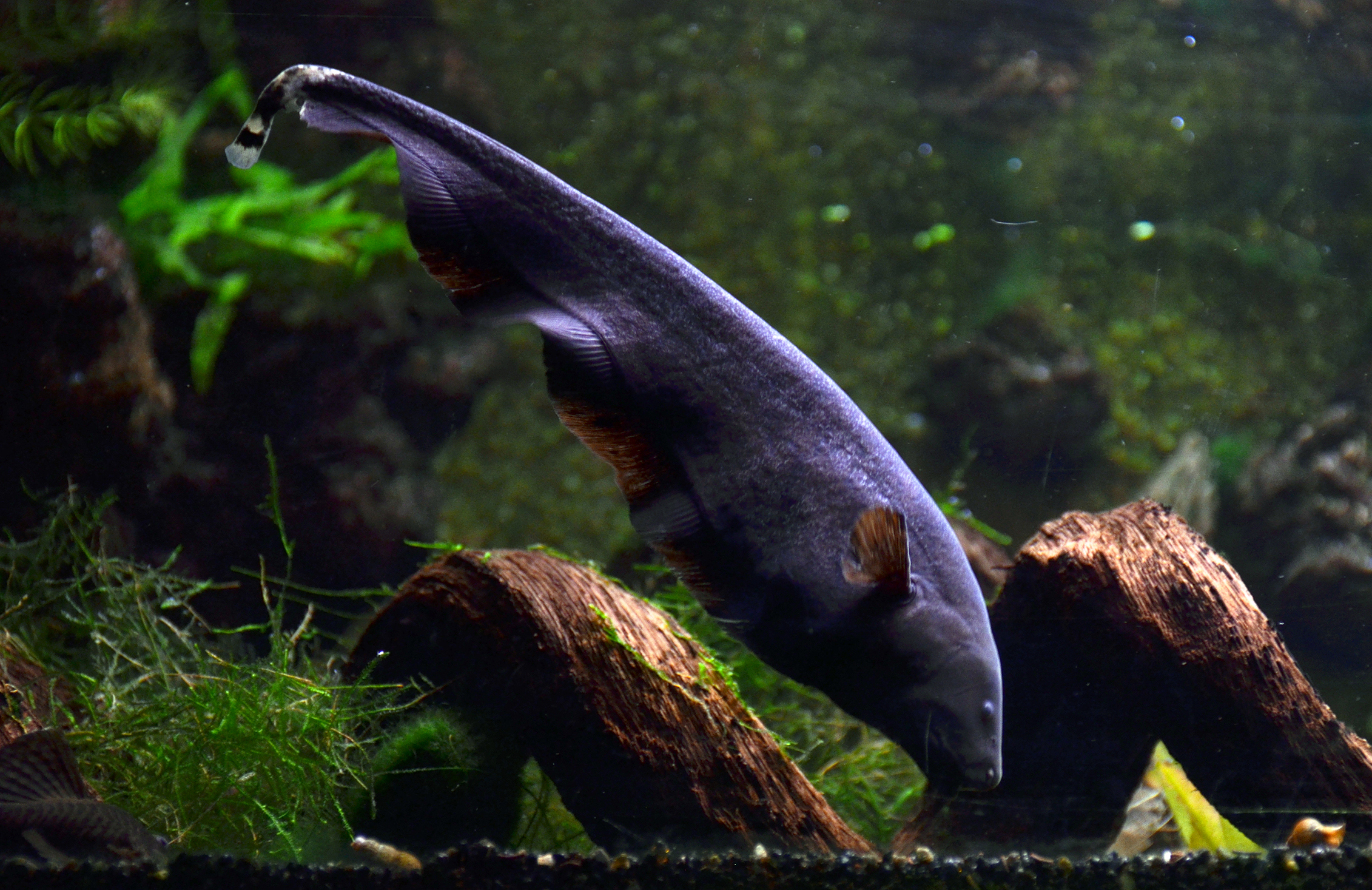
在魚缸中就像飄揚在水中的黑色羽毛。線翎電鰻正在獵食小型生物

黑色幽靈魚喜歡溫暖的水溫，略酸性水質，對水質較為敏感。喜歡的餌料為小型的活體動物，攻擊性低，是溫和的魚種。在人工繁殖成功之前，牠們全靠從野外捕获，主要产地为巴西。目前市場上的線翎電鰻已經幾乎全來自印尼的繁殖場。

## 电器官
牠們的眼睛的視覺已退化，在黑暗的環境中，藉著發出微弱的電波及分佈在身體上的受體定位獵物的位置、感測水流和障礙物。
線翎電鰻屬於弱電魚，牠擁有發電器官和電傳感（electrosensory）系統。一些魚只能接收電訊號，而牠可以發出及感應電波。牠的棒狀的尾部有產生電的器官，可以發出電波，這些電波接觸到分佈於身體中的電感受細胞時，就可以偵測出電位變化，以此做到電定位（electrolocation）和通信。
弱電魚的電器官放電（electric organ discharges，简称EOD）的種類有兩種：電脈衝和電波。線翎電鰻屬於電波型，牠們可以以小間隔連續放電。電波型的EOD具有狹窄的功率頻譜，而且可以作為音頻而被聽到，放電的頻率為其基頻。藉著放出連續正弦電波序列，並感測電場的時序和振幅的擾動，即可確定附近物體的存在和位置，這種能力被稱為主動電定位（active electrolocation）。此外，牠的壺腹器官（ampullary organs）可以接收外來的低頻電場，這稱為被動電定位（passive electrolocation）。線翎電鰻使用主動和被動電系統，且各有其應對的受體器官。牠的側線系統可以感測到由魚的身體的運動所產生的水擾動。這三個系統可以讓牠們在黑暗的環境中覓食。
每個物種的EOD基頻均有其頻率範圍，並隨著物種內的性別和年齡而變化。同一物種的基本頻率在穩定溫度下幾乎相同，但是在族群中或相近物種相遇時就會發生改變。這種因為社會性互動而產生的頻率變化被稱為調變（frequency modulation，簡稱FM），是弱電魚為防止相同物種的個體之間，因為EOD頻率重疊而造成的感覺混亂的一種行為反應，稱為干擾迴避反應（Jamming Avoidance Response）。雌性個體發出的電波頻率比雄性更高，可以此識別性別。一項兩性異形的研究顯示，較低頻率的線翎電鰻遇到較高頻的個體時，會表現出顯著的頻率上升現象，而高頻個體的頻率不會改變，研究者認為通信期間的這種頻率上升現象為一種順從信號。

## 扩展阅读
維基物種上的相關：線翎電鰻